# Grande Teatro de Genebra

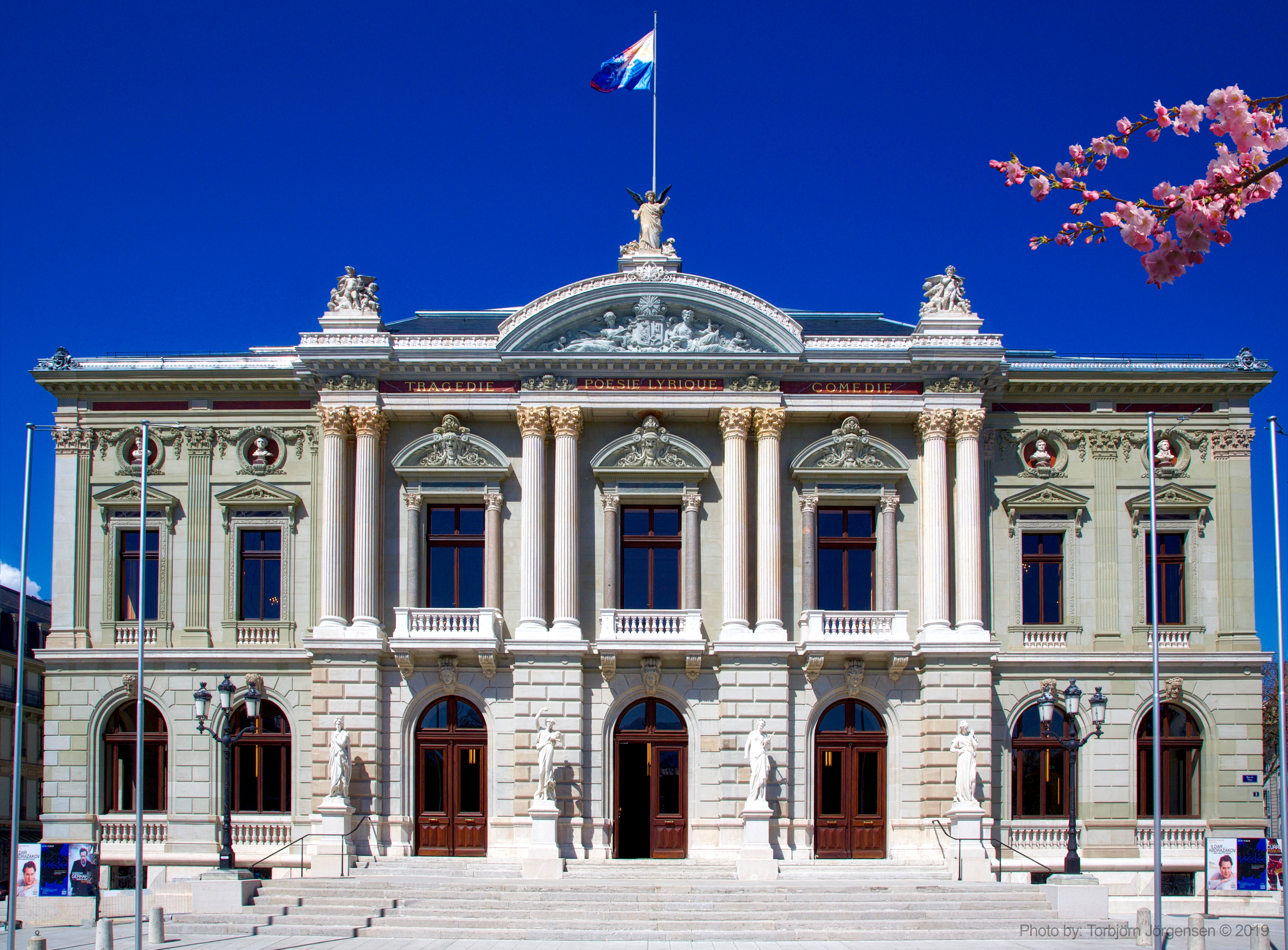
Fachado do Grande Teatro.

O Grande Teatro de Genebra (Le Grand Théâtre) é o principal teatro de ópera desta cidade na Suíça e fica situado na Praça Nova (Place Neuve). O teatro ocupa um bom lugar entre os grandes teatros líricos da Europa.
Durante a Reforma protestante a ópera é limitada pela ortodoxia calvinista e é só em meados de 1760 que se pensa em construir um edifício específico. Sobre a influência de Voltaire a ópera começa timidamente a realizar-se em 1738 nas salas do Jeu de Paume de Saint-Gervais e depois no Teatro de Rosimond em 1766 que será destruído pelas chamas em 1768.

## O Grande Teatro
É em 1861 que nasce a ideia de criar o actual teatro - mesmo se entretanto houve uma pequena sala mal equipada e demasiado pequena - o que só se verifica com a herança do duque Carlos II de Brunsvique e ao dão de um terreno pelo Estado de Genebra. Criticado por ser "uma pálida cópia da Ópera Garnier em Paris", o no entanto prestigioso edifício é aberto ao público a 2 de Outubro de 1879, com a representação de 'Guilherme Tell de Rossini.
No estilo Segundo Império a fachada é rica de numerosas esculturas dos quais fazem parte quatro estátuas que representam a Tragédia, a Dança, a Música e a Comédia. O frontão contem as armas de Genebra.

## O incêndio

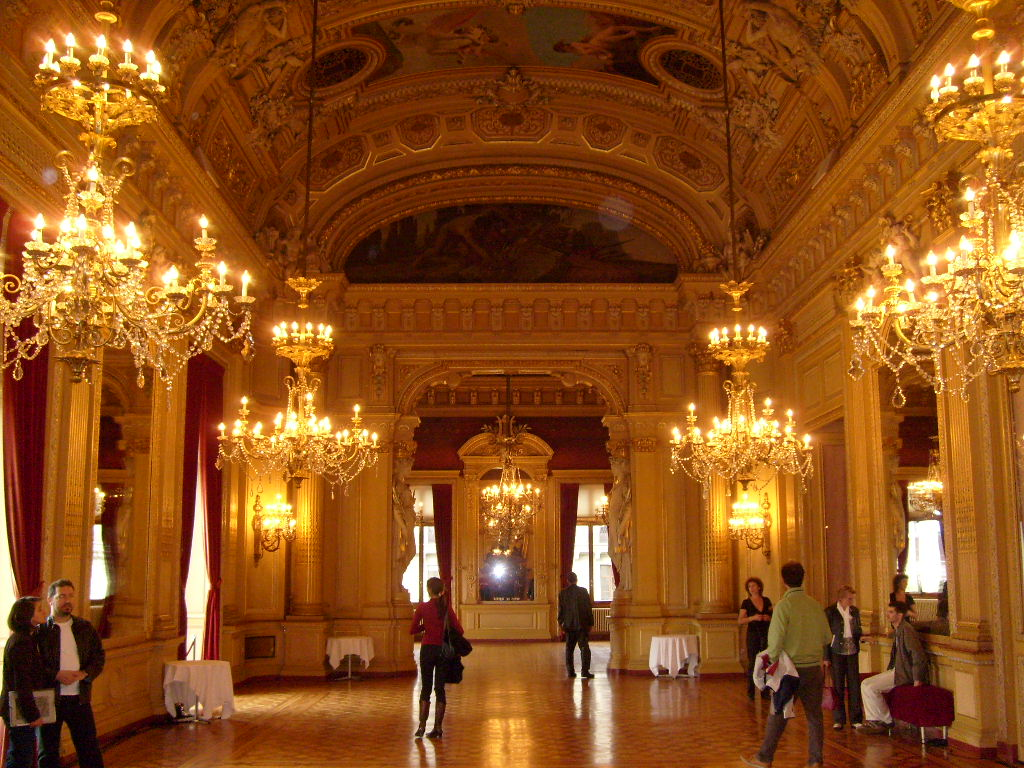
O átrio que escapou ao incêndio.

Em 1951 durante a preparação de um efeito pirotécnico para o último ato das Valquírias, um incêndio só permite recuperar a fachada, o átrio e a biblioteca. A reconstrução é então aproveitada para ampliar o teatro. Foi reaberto em 1962, após 11 anos de obras.

## Atualidade
Atualmente o teatro apresenta cerca de uma centena de espetáculos de balé, de ópera e de música clássica. Desde 1997 a música de câmara é geralmente apresentada na sala Théodore Turrettini no Edifício das Forças Motrizes.

## Ligação Externa
- «Site du Grand Théâtre de Genève» (em francês)
- «Genebra Turismo (Fr ou En)» (em francês)